# 田中音緒
田中音緒（日语：／ Tanaka Neo，1996年11月16日—），日本女性配音員。出身於東京都。Object （页面存档备份，存于）所屬。身高150cm。B型血。父親以前是職業摔角播報員。

## 人物簡介
2018年10月31日從JTB Entertainment離所，同年11月1日加入現在所屬的Object （页面存档备份，存于） （页面存档备份，存于）。
原本想從事其它行業，國中時期偶然看到《K-ON！輕音部》而決定要當配音員。
興趣：飛鏢、遊戲。特長：彈貝斯。

## 演出作品

### 聲優組合參加
- 【IDEA GAMES】聲優e-sports部 初期成員（2019年11月30日－現在）[4]
- 【Re:Union】 「fleur de Sorcière」湯島 花（2019年12月25日－現在）[5]

### 電視動畫
2015年
- 小森同學拒絕不了！（女學生、大嬸）

2016年
- 爆音少女!!（女學生）
- 長騎美眉（女學生2 等）

2019年
- 令和版（波斯貓、女神、烏龍麵屋店主）

2026年

### OVA
2016年
- FAIRY TAIL（小孩）

### 網路動畫
2016年
- 政宗Datenicle（日语：政宗ダテニクル）

### 遊戲
年份不詳
- Blade Chronicle

2014年
- 東京新世錄深淵行動（日语：東京新世録オペレーションアビス）（XPD隊員♀）
- 殺戮魅影（如意金箍棒·神令·[7]）

2015年
- 哥特系魔法少女 ～快來訂下契約吧！～（日语：ゴシックは魔法乙女〜さっさと契約しなさい!〜）（卡蓮 等[8]）

2019年
- 克魯賽德戰記「第3章 冰與雪的神話」（鴉參[9]）
- 鮮豔軍團（日语：ビビッドアーミー）
- Re:三國志萌將物語（呂玲綺、王異）
- 星界鍊神（リングアナ）

2024年
- 怪物彈珠（薄墨）

### 廣播劇CD
- ！C96情報『 Vol.1』[10]

### 外語配音

#### 電影
| 作品年份 | 作品名稱 | 配演角色    | 演員 | 媒介    |
| -------- | -------- | ----------- | ---- | ------- |
| 2015     | Re-Kill  | 女警、廣告1 | －   | DVD版本 |

### 活動
| 出演日期        | 名稱                                                                        |
| 2016年          | 2016年                                                                      |
| --------------- | --------------------------------------------------------------------------- |
| 12月17日        | 聲優脫口秀『政宗』（飾演 ）                                                 |
| 2017年          |                                                                             |
| 4月7日          | 2017『入式 ～先生胸春！～』                                                 |
| 9月30日         | 【WALLOP最強秋祭 ～DX～】音緒部屋                                           |
| 10月29日        | 學園少女特別對談活動                                                        |
| 11月3日         | AbemaTV《72時間》旁白                                                       |
| 12月16日        | 第1回大 天使跳出大決                                                        |
| 2018年          |                                                                             |
| 3月10日         | 『（）』公開收錄                                                            |
| 11月10日        | 「Kleissis」虎之穴對談活動 主持人                                           |
| 12月9日         | YUKEMURI FESTA Vol.17＠羽田機場 活動嘉賓                                    |
| 12月18日        | 「女子養成園」入學體驗                                                      |
| 2019年          |                                                                             |
| 1月15日         | 「女子養成校」加入受試                                                      |
| 1月15日－3月5日 | 「女子養成校」                                                              |
| 4月9日－現在    | 「TV！」                                                                    |
| 7月21日         | 「×泉」                                                                     |
| 11月4日         | Object祭vol.2                                                               |
| 11月30日        | 聲優e-Sports部 活動報告 Vol.1                                               |
| 12月29日        | Comic Market 97 Re:Union展位 見面握手會 作為「fleur de Sorcière」的成員出席 |

- 朗讀
- 殺戮魅影官方節目「Vol.0.1」？？？？役（電話出演）

### 舞台
- 朗讀劇「Dream Lesson ～PU～」 2019年12月20日－2019年12月29日（全19公演內10公演）－鮫歐埴輪子

### 其它
- 福島縣伊達市 軒除動畫（網路發佈 等）「政宗」（的聲音）
- 網路動畫『政宗』（限時直播發佈）
- 溫泉女孩（日田絢芽的聲音[17]，2018年－現在）

## 音樂作品

### 角色歌曲
| 發行日期 | 標題                | 名義            | 曲名                | 備註                                  |
| 2018年   | 2018年              | 2018年          | 2018年              | 2018年                                |
| -------- | ------------------- | --------------- | ------------------- | ------------------------------------- |
| 8月10日  | ☆Fight!!            | LOVE☆MAX FRIEND | 「☆Fight!!」        | 遊戲《哥特系魔法少女 學園篇》相關連曲 |
| 2020年   |                     |                 |                     |                                       |
| 8月14日  | Command ON Summer！ | 新              | Command ON Summer！ | 遊戲《殺戮幻影》海上篇2020主題歌      |

## 腳註

## 外部連結
- Object公式官網的聲優簡介 （日語）
- 田中音緒（田中音緒†）的X（前Twitter） （日語）
- （日語）－YouTube